# بارتولوميو روسو
بارتولوميو روسو (بالإنجليزية: Bartolomeo Russo)‏ هو  وفلاح نيوزيلندي، ولد في 1866، وتوفي في 1941.